# 20324 Johnmahoney
20324 Johnmahoney este un asteroid din centura principală de asteroizi.

## Descriere
20324 Johnmahoney este un asteroid din centura principală de asteroizi. A fost descoperit pe 20 aprilie 1998 la Socorro, New Mexico, în cadrul proiectului LINEAR. Asteroidul prezintă o orbită caracterizată de o semiaxă mare de 2,53 ua, o excentricitate de 0,04 și o înclinație de 0,7° în raport cu ecliptica.